# يوجين ماير
يوجين ماير (بالإنجليزية: Eugene Meyer)‏ (و. 1875 – 1959 م) هو مصرفي، واقتصادي، وسياسي، وخبير مالي، وناشر (حرفة) أمريكي، ولد في لوس أنجلوس، كان عضوًا في الحزب الجمهوري، توفي في واشنطن العاصمة، عن عمر يناهز 84 عاماً.

## التعليم
تعلم في جامعة ييل.

## روابط خارجية
- يوجين ماير على موقع الموسوعة البريطانية (الإنجليزية)
- يوجين ماير على موقع مونزينجر (الألمانية)
- يوجين ماير على موقع إن إن دي بي (الإنجليزية)